# 楚瓦什國家廣播電台
楚瓦什國家廣播電台（俄語：Национальное радио Чувашии）是俄羅斯聯邦楚瓦什共和國一條於2009年開播的電台頻道，其總部設在該國首府切博克薩雷。這條頻道60%節目使用楚瓦什語廣播，而俄語節目則佔35%，剩下的5%為其他少數民族語言節目。